# Дзёсукэ Хигасиката
Дзёсукэ Хигасиката (яп. 東方 仗助) — персонаж из вселенной JoJo’s Bizarre Adventure, является главным героем в Diamond Is Unbreakable.

## Описание
Дзёсукэ — высокий молодой человек среднего телосложения. Носит небольшие серьги в ушах. Характерной особенностью для него служит хорошо уложенная причёска, которую он сделал в дань уважения человеку спасшему его в детстве. В следствии этого, Дзёсукэ будет враждебно относиться к любому, кто оскорбит его прическу. Дзёсукэ одет в японскую школьную форму.
Дзёсукэ признаётся, что нервничает с известными людьми, решив не идти с Коити на первую встречу с Кисибе Роханом из-за его известности как великого «мангаки». У Дзёсукэ также есть страх перед черепахами, однако он пытается преодолеть его. Он также показал умеренный страх перед призраками.
Тем не менее, в бою Дзёсукэ намного спокойнее и увереннее в способностях Crazy Diamond, но его уверенность не распространяется на самого себя, так как Джоске всё ещё может нервничать, если что-то пойдёт не так.

## Биография

### Stardust Crusaders
На момент событий Stardust Crusaders ему было 4 года, а сам Джозеф был не в курсе, что имеет сына. Дзёсукэ живёт в вымышленном городе Морио вместе с матерью. Дзёсукэ всегда спокоен и рассудителен. Но если кто-то оскорбляет его причёску, сразу же впадает в ярость и рвётся в драку. Причина носить подобную причёску заключается в том, что маленького Дзёсукэ, внезапно поражённого таинственной тяжёлой болезнью (на момент событий Stadust Crusaders), однажды спас тяжело раненный незнакомец, когда подкинул свою куртку под колесо машины Томоко, застрявшей в снегу во время пурги, когда она везла сына в больницу. Хотя (после смерти Дио) болезнь сама по себе исчезла, с тех пор Дзёсукэ восхищался незнакомцем, поэтому скопировал его причёску. Судьба незнакомца неизвестна.

### Diamond Is Unbreakable
На момент начала событий 4 части встречает Дзётаро, который предупреждает героя о наличии владельцев стендов в Морио и предлагает сотрудничество, но сначала Дзёсукэ безразлично отнесся к этому и отказался помогать. Однако быстро изменил мнение, после того как его дедушку убил Анджело — серийный убийца, обладающий стендом. Дзёсукэ начинает бороться с другими носителями стендов, чтобы заполучить особые лук и стрелу, которые пробуждают в человеке стенд, чтобы таким образом предотвратить распространение недоброжелательных владельцев стендов. Испытывает противоречивые чувства к Джозефу. С одной стороны он обижен на него, что тот никак не помогал его матери и не видел, как Дзёсукэ рос, с другой стороны в глубине души был счастлив увидеть отца и быстро «простил» его. Узнав о наличии в городе серийного убийцы, Дзёсукэ собирает отряд из владельцев стендов чтобы поймать преступника. В первую встречу Дзёсукэ с Кирой второму удаётся сбежать. Ситуация усложнилась из-за смены облика убийцы. Во время поиска Киры Дзёсукэ не раз вступал в битвы с владельцами стендов, созданных отцом Ёсикагэ — Ёсихирой. И лишь благодаря содействию «сына» Киры, Дзёсукэ в итоге получилось победить убийцу.

## Способности

Стенд главного героя Crazy Diamond

Стенд Дзёсукэ, Crazy Diamond, может восстанавливать объекты до их прежнего состояния.
Он может вылечить повреждения (вплоть до реконструкции материалов) и лечить заболевания.
Тем не менее, этот Стенд не всемогущ: Crazy Diamond может вылечить, но не вернуть мёртвого к жизни. Кроме того, он не может восстанавливать себя, и материалы находящиеся на нем.
Во время боя выкрикивает боевой клич: Dora Ra Ra Ra

## Влияние и критика
Редакция CBR причислила Дзёсукэ к любимому главному герою среди фанатов JoJo.
По словам самого автора манги Хирохико Араки, Дзёсукэ является его самым любимым персонажем в манге.
Редакция журнала CBR, обозревая персонажа заметила, что даже несмотря на то, что с первого взгляда Дзёсукэ оставляет впечатление типичного героя сёнэн-манги, он наделён некоторыми качествами, делающими из него уникального персонажа. Прежде всего это его одержимость своей причёской или нетипичное семейное положение: Дзёсукэ живёт вместе с матерью одиночкой в то время как сёнэн-герои являются всегда сиротами. Среди других необычных качеств выделяется характер героя — он может в некоторых ситуациях высказывать повиновение, а также не боится выражать свой стиль перед другими.